# Monica Potter
Monica Potter, född Monica Gregg Brokaw den 30 juni 1971 i Cleveland, Ohio, är en amerikansk skådespelare.
Potter var verksam som modell och medverkade i reklamfilmer innan filmkarriären kom igång under andra halvan av 1990-talet med roller i filmer som Con Air (1997) och Patch Adams (1998).

## Filmografi, i urval
- 1997 – Con Air
- 1998 – Without Limits
- 1998 – Patch Adams
- 2001 – I spindelns nät
- 2001 – Störtkär
- 2004 – Saw
- 2008 – Lower Learning
- 2009 – The Last House on the Left